# Церковь Пресвятой Девы Марии с горы Кармель (Пекин)
Церковь Пресвятой Девы Марии с горы Кармель (кит. 圣母圣衣堂, также известна как «Церковь у ворот Сичжимэнь» (кит. 西直门天主堂) или «Западная церковь» (кит. 西堂)) — историческая католическая церковь в центре Пекина.

## История
Церковь была основана в 1723 году итальянским миссионером-лазаристом Теодорико Педрини; это была первая неиезуитская церковь в Пекине. После смерти Педрини церковью управлял орден кармелитов, а затем — августинцев. В 1811 году церковь была разрушена, в 1867 году отстроена заново. 14 июня 1900 года, во время восстания ихэтуаней церковь была разрушена до основания. В 1912 году на этом месте было возведено современное здание.